# Breakers
Breakers (ブレイカーズ, Bureikāzu) é um jogo de luta desenvolvido pela Visco Corporation, que foi lançado para o Neo Geo em 1996. Foi sucedido por Breakers Revenge (ブレイカーズリベンジ, Bureikāzu Ribenji) em 1998.

## Jogabilidade

Um combate entre Shō e Rila em Breakers.

Os controles do jogo são semelhantes aos dos jogos antigos da SNK como os da série Fatal Fury (particularmente Fatal Fury 2, Special e 3). Os golpes especiais também são semelhantes a outros jogos de luta da mesma época, embora os comandos de correr e recuar tendam a diferir entre os personagens (alguns deles rolarão no chão, por exemplo). Além disso, o jogador pode se mover em pé após uma queda. O sistema de jogo enfatiza o equilíbrio entre os personagens, apresentando um elaborado recurso de ajuste de danos.
O jogador também pode realizar super movimentos acumulando energia suficiente em seu medidor de energia e executando o comando (o medidor de energia pode ser preenchido em até três níveis). Para acumular energia para o Power Gauge, o jogador deve realizar ações especiais, como provocar, correr, recuar, rolar, etc. Como a maioria dos jogos de luta, o jogador pode cancelar um movimento normal para um movimento especial ou um movimento especial para um super movimento, mas o jogador também pode conectar um super movimento a outro até que seu Power Gauge acabe, permitindo ao jogador realizar combos acrobáticos.  Devido à sua ênfase no ajuste de danos, é difícil enviar spam para os mesmos ataques causando grandes danos.
As partidas seguem o formato padrão um contra um no melhor de dois ou de três, como a maioria dos jogos de luta, mas uma partida pode durar até cinco rodadas se não houver um vencedor claro nas rodadas anteriores (o jogo terminará se ambos os lutadores perderem a quinta rodada e nenhum ponto de bônus será concedido se alguém vencer a quinta rodada). No modo single player, se a CPU usar o mesmo personagem do jogador, a exibição do nome do personagem controlado pela CPU terá um nome diferente.
As versões caseiras do jogo foram lançadas para o Neo-Geo e o Neo-Geo CD. Ambas as versões apresentam um menu de opções com teste de som que permite ao jogador reproduzir a música, os efeitos sonoros e as vozes do jogo. A versão em CD adiciona um modo Versus para 2 jogadores e um modo Sobrevivência. A música também é ligeiramente arranjada. O chefe final, Bai-Hu, também é um personagem jogável na versão CD.
Uma versão atualizada do jogo intitulada Breakers Revenge apresenta um novo personagem chamado Saizo e transforma o chefe final Bai-Hu em um personagem jogável. Revenge faz ajustes no elenco existente de personagens, reequilibrando o jogo, as barras de vida neste jogo foram modificadas para parecerem diferentes em comparação com as barras de vida do primeiro jogo, e alguns gráficos dos estágios foram removidos (por exemplo, bandeiras no estágio de Sho Kamui). No entanto, a introdução de abertura é quase idêntica à do primeiro jogo e os gráficos do jogo não são tão diferentes.

## Trama
O seguinte resumo do enredo foi traduzido do manual das versões caseiras:
Em algum lugar de Hong Kong, dois artistas marciais se enfrentam em um vasto pátio. O desafiante é um homem corpulento de pele morena. O chão está manchado de sangue. No entanto, sua lâmina crescente ainda não tocou seu oponente. Foi uma batalha unilateral. Ele já estava exausto e não demoraria muito para que ele caísse. “Tolo, você se tornará membro da minha família” ressoou a voz do oponente, enquanto o desafiante desmoronava no chão e se transformava em areia.
O Fighting Instinct Tournament, ou FIST, é um torneio tão acirrado quanto o próprio nome sugere. Não faltaram artistas marciais que entraram no torneio em busca de fama, e ainda assim houve muitos que deixaram o torneio como cadáveres. O último desafiante que permanecer neste torneio sem lei desafiará o organizador do torneio, o chefe Financial Clique de Huang, pela chance de ganhar o enorme prêmio em dinheiro. O artista marcial que conseguir derrotá-lo obterá a honra de realmente se autodenominar o mais forte. No entanto, nenhum dos artistas marciais escolhidos para desafiar o campeão em uma final privada voltou vivo. Ninguém sabe quando exatamente o torneio será realizado, pois apenas uma vontade avarenta girava em espiral por lá. O patrocinador é na verdade um espírito maligno que possuía o corpo de um homem moderno de Hong Kong que estabeleceu um sistema de seleção para amplificar seus poderes sombrios. O torneio FIST reuniu numerosos participantes de todo o mundo e outro sacrifício será escolhido este ano.

## Personagens principais

Tela de seleção personagens da versão original de Breakers Revenge.

A maioria dos personagens do jogo se inspira em Street Fighter II. O Breakers original apresenta uma lista de oito personagens jogáveis e um único chefe que só pode ser jogado nas versões caseiras. Além disso, cada um dos personagens jogáveis tem um alter ego com paleta de cor e nome diferente, que cada personagem enfrenta durante o modo single-player, em vez do alter ego usual. Breakers Revenge apresenta um novo personagem e também transforma o chefe em um personagem jogável.
| Elenco base | Personagens clones                                                                               |
| --- | ------------------------------------------------------------------------------------------------ |
| - Shō Kamui - Lee Dao-Lon - Tia Langray - Pielle Montario - Condor Heads - Sheik Maherl - Rila Estansia - Alsion III - Huang Bai-Hu - Saizo Tobikageno | - Jin Sawamura - Wáng Liu-Kha - Shelly Tarlar - George - Javar - Virgo Sandra - Atoum - Yukikage |

- Kamui Shō (神威 翔, , Shō Kamui) - O personagem principal. Um jovem expoente do caratê do Japão que busca força. No protótipo Crystal Legacy de 1994, ele era conhecido como Kamui Takeshi (神威 武, , Takeshi Kamui). Ele é um personagem convidado jogável no jogo Pocket Bravery de 2023 do Statera Studio, apresentando todos os personagens de Breakers no fundo de seu cenário.[14]
- Lee Dao-Long (李 刀龍, , Rī Taoron), (chinês simplificado: 李 刀龙; chinês tradicional: 李 刀龍; pinyin: Lǐ Dāolóng) - Rival e veterano de Sho. Um jovem coreano que pratica uma arte marcial chinesa chamada “Punho Vazio”. No protótipo Crystal Legacy de 1994, ele era conhecido como Park Tong Shin (chinês simplificado: 朴 东胜; chinês tradicional: 樸 東勝; pinyin: Piáo Dōngshèng) e usa uma roupa ligeiramente diferente.
- Tia Langray (ティア・ラングレー, , Tia Rangurē) - Uma lutadora com malha vermelha e bandana famosa por seus chutes. Seu nome no protótipo Crystal Legacy era Shelly Tarlar, que foi dado ao seu alter ego em Breakers. Sua versão protótipo usa uma roupa ligeiramente diferente. Tia entra no torneio para encontrar seu irmão mais velho, um lutador talentoso que desapareceu em circunstâncias estranhas.
- Pielle Montario (ピエール・モンタリオ, , Piēru Montario) - Um nobre italiano que luta com uma espada de esgrima (provavelmente um florete) e epoder de raio. No protótipo Crystal Legacy, seu nome foi escrito como Pierre Montalio, com os "l" e "r" trocados.
- Condor Heads (コンドル・ヘッズ, , Kondoru Hezzu) - Um lutador nativo estadunidense que usa um estilo de luta poderoso. No protótipo Crystal Legacy, ele era conhecido como Red Gigars, nome dado ao seu alter ego.[10]
- Sheik Maherl (シーク・マハール, , Shīku Mahāru) - Um homem saudita atarracado que luta com uma cimitarra e usa projéteis de fogo, mas também pode se inflar como um balão. No protótipo ele era conhecido como Sahl Mahal (サージ・マハール, , Sāji Mahāru).
- Rila Estansia (ライラ・エスタンシア, , Raira Esutanshia) - Uma protetora da natureza e das florestas da Amazônia de coração selvagem, que ataca com suas garras e velocidade. No protótipo ela era conhecida como Virgo Sandra, que foi dada ao seu alter ego.
- Alsion III (アルシオンIII世, , Arushion Sansei) - Um antigo egípcio morto-vivo com membros semelhantes a borracha que usa ataques elétricos e venenosos. Ao contrário de outros personagens, no protótipo seu nome principal é o mesmo em Breakers, e não foi alterado para um nome diferente, nem dado ao seu alter ego.
- Huang Bai-Hu (黄白虎, , Hoan Paifū), (chinês simplificado: 黄白虎; chinês tradicional: 黃白虎; pinyin: Huáng Báihǔ) - O chefe final do jogo. Um guerreiro chinês supostamente o artista marcial mais forte do mundo, ele é um espírito maligno que matou o pai de Dao-Long e possuiu seu corpo. No protótipo ele era conhecido como Wong Shiu-Hwu.
- Saizō Tobikageno (飛影 才蔵, , Tobikageno Saizō) - Um ninja que busca vingança contra Bai-Hu pelo massacre de seu clã. Seus ataques utilizam fogo e vários animais. Ele é o único personagem novo em Breakers Revenge.

### Alter egos
Durante o modo single-player, em vez de lutar contra um clone de seu personagem, o jogador enfrentará um alter ego com nome e cor diferentes. Mesmo que esses alter-egos tenham nomes e histórias de fundo diferentes, no entanto eles são trocas cores dos personagens normais.
- Jin Sawamura (沢村 陣, , Sawamura Jin) - Alter ego de Sho, em homenagem a um certo funcionário de uma empresa de jogos. Um mestre de caratê que é o veterano de Sho e Dao-Long. Um grande fã da banda TUBE.
- Wáng Liu-Khai (王 劉凱, , Ō Ryū Gai), (chinês simplificado: 王刘凯; chinês tradicional: 王劉凱; pinyin: Wáng Liu-Khai) - Alter ego de Dao-Long, embora não tenha nenhuma ligação com ele. Um jovem chinês que aspira a se tornar dublador. Ele se ressente de sua namorada por tê-lo deixado.
- Shelly Tarlar (シェリー・ターラー, , Sherī Tārā) - Alter ego de Tia. Uma kickboxer que lutou contra o irmão de Tia no passado e é uma celebridade local em sua cidade natal. Ela possui a chamada “Gema da Água”.[10]
- George (ジョルジュ, , Joruju) - Alter ego de Pielle. Um francês que já foi assaltado durante uma viagem à Itália e desde então nutre ódio pelos italianos.
- Red Gigars (レッドギガース, , Reddo Gigāsu) - Alter ego de Condor. Ele é um parente distante do Condor, cujo clã compartilha uma ancestralidade comum com o do Condor. Ele possui a chamada "Gema da Terra".[10]
- Javar (ジャバァ, , Jaba) - Alter ego de Maherl. Um açougueiro alegre que usa sua lâmina como arma de combate.
- Virgo Sandra (ヴァーゴ・サンドラ, , Vāgo Sandora) - Alter ego de Rila. Uma mulher que foi confiada à “tribo da floresta” ainda órfã e criada por uma cobra gigante. Ela possui a chamada "Joia Verde".[10] Seu sobrenome, “Sandra”, vem da aldeia onde mora.
- Atoum (アトゥーム, , Atūmu) - Alter ego de Alsion III. Um fã da civilização antiga que se veste de múmia. Quando está nesta forma, ele pode usar as técnicas do estilo "Faraó Taijutsu". Na verdade, ele é descendente de Alsion III.
- Yukikage (雪影) - Alter ego de Saizō. Assim como sua contraparte, ele aparece apenas em Breakers Revenge. Não se sabe se ele é um verdadeiro ninja ou apenas um fanático que se veste como um.

## Desenvolvimento
Breakers foi um dos muitos jogos eletrônicos que tentaram copiar a fórmula de Street Fighter II e alcançar sucesso semelhante. Breakers foi originalmente anunciado em 1993 sob o título de Crystal Legacy em inglês, ou Tenrin no Syo Chicago (天麟の書　死嘩護) em japonês. O jogo foi anunciado pela primeira vez na edição de estreia da Game Hisshō Guide (ゲーム必勝ガイド) publicada pela Byakuya Shobo em 1993, enquanto a primeira edição da Game Center Tenkoku (ゲーセン天国) publicada pela Tokuma Shoten durante o mesmo ano revelou a primeira captura de tela do jogo. Uma edição da revista Super Gamers da Geibunsha publicou um guia de estratégia para este protótipo, que difere da versão lançada por ter apenas um medidor de movimento especial de nível único, comandos e nomes de movimentos diferentes para alguns dos personagens, e ter o mesmo comando de Super Move (ABCD simultaneamente) para todos os personagens.
Tenrin no Syo passou por testes de localização em junho de 1994 no centro de jogos da Famil perto da Estação Shiinamachi, e mais tarde foi exibido na AM Show durante o mesmo ano antes do jogo ser reformulado e renomeado como Breakers.

## Lançamento
Breakers foi lançado para a plataforma de arcade Neo-Geo em 17 de dezembro de 1996. Versões caseiras foram lançadas para o console de cartucho Neo Geo em 21 de março de 1997, e para o Neo Geo CD em 25 de abril de 1997. Uma versão atualizada do jogo intitulado Breakers Revenge foi lançado exclusivamente para arcades em 3 de julho de 1998. Em 24 de fevereiro de 2017 foi lançado no Japão uma versão de região livre de Breakers para o Dreamcast.
Uma coleção incluindo os dois jogos, intitulada Breakers Collection, foi anunciada para consoles e PC em 2019, mas foi adiada para 2022 e novamente para 2023. Breakers Revenge recebeu um lançamento limitado de cartucho para o console doméstico Neo Geo da Columbus Circle em 2020. Esta coleção foi lançada em 12 de janeiro de 2023. Em seu lançamento uma versão de colecionador com inúmeros colecionáveis únicos foram lançados nos Estados Unidos e Europa com 4.000 cópias para Nintendo Switch, 1.500 para PS4 e 1.500 para PS5.
Em abril de 2024, durante a Evo Japan, foi anunciado um novo jogo da franquia: Breakers Revenger: Chicago.

## Recepção
No Japão, a Game Machine listou Breakers em sua edição de 1º de fevereiro de 1997 como o décimo terceiro jogo de arcade de maior sucesso do mês.
O jogo é bastante obscuro no cenário arcade e na cena Neo Geo, mas ganhou uma espécie de culto. Mesmo nenhum porte originário de Breakers Revenge sendo lançado, os porte originais de Breakers nunca foram lançados fora do Japão, empurrando-o ainda mais para a obscuridade. Devido ao seu status e notoriedade como um clássico cult, ainda pode ser visto em alguns torneios modernos de jogos de luta japoneses.  Ainda mais que o jogo agora esteja mais acessível devido à existência de emuladores.